# Premjer-Liga 1967/68 (mannenbasketbal)
Premjer-Liga 1967/68 was de 34e editie van het beste Sovjet- basketbalkampioenschap voor heren gespeeld voor basketbalclubs uit Sovjet-Unie, in deze tijd heette de competitie nog Major Liga. De competitie werd gespeeld van 1 december 1967 tot 4 mei 1968. De eindoverwinning ging naar Dinamo Tbilisi.
Spelers van het nationale basketbalteam van de Sovjet-Unie, die zich aan het voorbereiden waren op de Olympische Spelen van 1968, waren vrijgesteld van deelname aan het kampioenschap. Tijdens het seizoen speelde het nationale team vriendschappelijke wedstrijden met naar eigen goeddunken gekozen Sovjet- en buitenlandse clubs.
Het USSR-team was als volgt samengesteld:
| - 4 Anatoli Krikun (Kalev Tartu) - 5 Modestas Paulauskas (Žalgiris Kaunas) - 6 Zoerab Sakandelidze (Dinamo Tbilisi) - 7 Alzjan Zjarmoechamedov (TC Tasjkent) - 8 Vitali Zastoechov (Boerevestnik Jerevan) - 9 Anatolij Polivoda (Stroitel Kiev) | - 10 Sergej Belov (Oeralmasj Sverdlovsk) - 11 Priit Tomson (Kalev Tartu) - 13 Gennadi Volnov (CSKA Moskou) - 14 Jaak Lipso (CSKA Moskou) - 15 Vladimir Andrejev (CSKA Moskou) - Coach: Aleksandr Gomelski |

Periodiek werden de volgende personen gerekruteerd voor het nationale team: Vadim Kapranov  (CSKA Moskou), Serhij Kovalenko (GPI Tbilisi), Micheil Korkia (Dinamo Tbilisi), Vladimir Nikitin (Dinamo Wolgograd),  Mykola Pohulyai (Stroitel Kiev), Joeri Selichov (CSKA Moskou), Aleksei Tammiste (Kalev Tallinn) en Oļģerts Jurgensons (VEF Riga).

## Wedstrijdstatistieken

### Premjer-Liga
| pos    | club                 | wed | w  | v  | pnt | dv   | dt   | ds   |
| ------ | -------------------- | --- | -- | -- | --- | ---- | ---- | ---- |
| Goud   | Dinamo Tbilisi       | 44  | 31 | 13 | 75  | 3275 | 3063 | +212 |
| Zilver | SKA Kiev             | 44  | 29 | 15 | 73  | 3031 | 2869 | +162 |
| Brons  | CSKA Moskou          | 44  | 28 | 16 | 72  | 2939 | 2769 | +170 |
| 4      | Spartak Leningrad    | 44  | 26 | 18 | 70  | 3230 | 3093 | +137 |
| 5      | Stroitel Kiev        | 44  | 25 | 19 | 69  | 2894 | 2814 | +80  |
| 6      | Kalev Tartu          | 44  | 23 | 21 | 67  | 2876 | 2802 | +74  |
| 7      | VEF Riga             | 44  | 23 | 21 | 67  | 3123 | 3093 | +30  |
| 8      | SKA Riga             | 44  | 21 | 23 | 65  | 3206 | 3188 | +18  |
| 9      | Žalgiris Kaunas      | 44  | 20 | 24 | 64  | 3029 | 3028 | +1   |
| 10     | GPI Tbilisi          | 44  | 19 | 25 | 63  | 2805 | 2818 | -13  |
| 11     | Oeralmasj Sverdlovsk | 44  | 10 | 34 | 54  | 3025 | 3390 | -365 |
| 12     | AzINCH Bakoe         | 44  | 9  | 35 | 53  | 3260 | 3766 | -506 |

|  | Kampioen   |
|  | Degradatie |
|  | Promotie   |